# مارلین

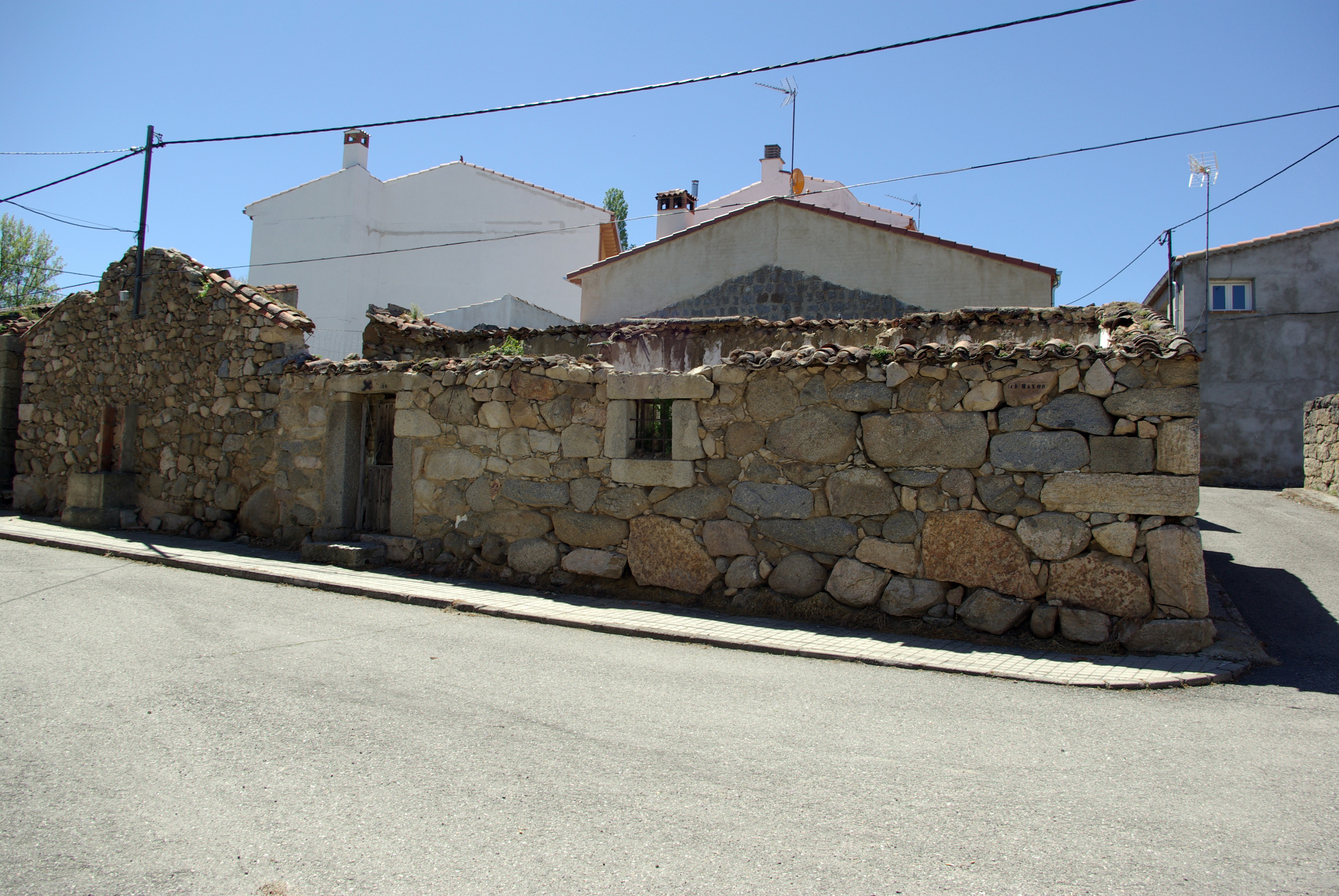
تصویری از دهستان مارلین

مارلین یک دهستان واقع در استان آبیلای اسپانیا است.
در این دهستان ۴۱ نفر زندگی می‌کنند . مساحت این دهستان ۶٫۴۰ کیلومتر مربع است.